# Pilizetes basilewskyi
Pilizetes basilewskyi är en kvalsterart som beskrevs av Balogh 1958. Pilizetes basilewskyi ingår i släktet Pilizetes och familjen Galumnidae. Inga underarter finns listade i Catalogue of Life.